# Harry Wilhelm Schreck
Harry Wilhelm Schreck, (né le 25 octobre 1904 - mort le 13 novembre 1995) est un architecte finlandais,.

## Biographie
Harry Schreck est né à Tampere en 1904. Son père, Theodor Schreck, avait travaillé comme maître d'œuvre pour la construction des usines de Finlayson à la fin du XIXe siècle.
En 1936, Harry W.Schreck fonde son propre cabinet d'architectes à Hämeenlinna, mais l'année suivante, Arkkitehtitoimisto Harry W. Schreck est établi à Tampere, dont Schreck sera le directeur depuis le début de son activité jusqu'en 1990.
Avant les guerres d'hiver et de continuation, Harry Schreck a une réputation de concepteur de bâtiments publics. 
Il a conçu des bâtiments bancaires pour la Banque de Finlande, la Kansallis-Osake-Pankki, la Suomen Yhdyspankki et le groupe des caisses d'épargne à travers le pays. 
À partir de 1945, il est architecte de la Banque de Finlande pendant près de vingt ans.
Il conçoit l'immeuble de bureaux de la Banque de Finlande, qui s'éleve à l'angle de la rue Hämeenkatu et de la route d'Hatanpää à Tampere pendant les années de guerre.
À partir des années 1950, Harry Schreck aura une influence importante sur le paysage urbain de Tampere avec les bâtiments publics qu'il a conçus: Piscine de Pyynikki (1956), l'école et la maison de loisirs de Kaukajärvi (1972), la première phase de l'Université technologique de Tampere à Hervanta (1974), l'école primaire d'Ahvenisjärvi (1974), la bibliothèque de Kaukajärvi (1976), le lycee d'Hervanta (1978), le bâtiment Frenckell du Théâtre de Tampere (1980) et les travaux modificatoires de l'ancienne  bibliothèque de Tampere (1988).

## Ouvrages
- Église de Riistavesi, Kuopio  1934[3]
- Banque de Finlande, Hämeenkatu 13, Tampere  1943
- Maison d'Aamulehti (modifications), Hallituskatu 14, Tampere 1950
- Immeuble de la Säästöpankki, Hämeenkatu 12, Tampere 1952
- Tours de Kaleva, Kalevan puistotie 19–23 / Teiskontie 1–9, Tampere 1951–1956
- Piscine de Pyynikki, Pirkankatu 10–12, Tampere  1954–1957
- Veturimiesten talo, Kalevan puistotie 11, Tampere 1955
- Imprimerie de billets de la Banque de Finlande, Rauhankatu 19, Helsinki 1955[2]
- Banque de Finlande[4],  Helsinki 1957–1960[2]
- Piscine, Äetsä  1970
- École maritime de Rauma, Rauma 1970
- École et maison de loisirs de Kaukajärvi, Tampere 1972
- Université technologique de Tampere, phase I, Tampere 1974
- École primaire d'Ahvenisjärvi, Tampere  1974
- Lycée d'Hervanta, Tampere  1978

## Galerie

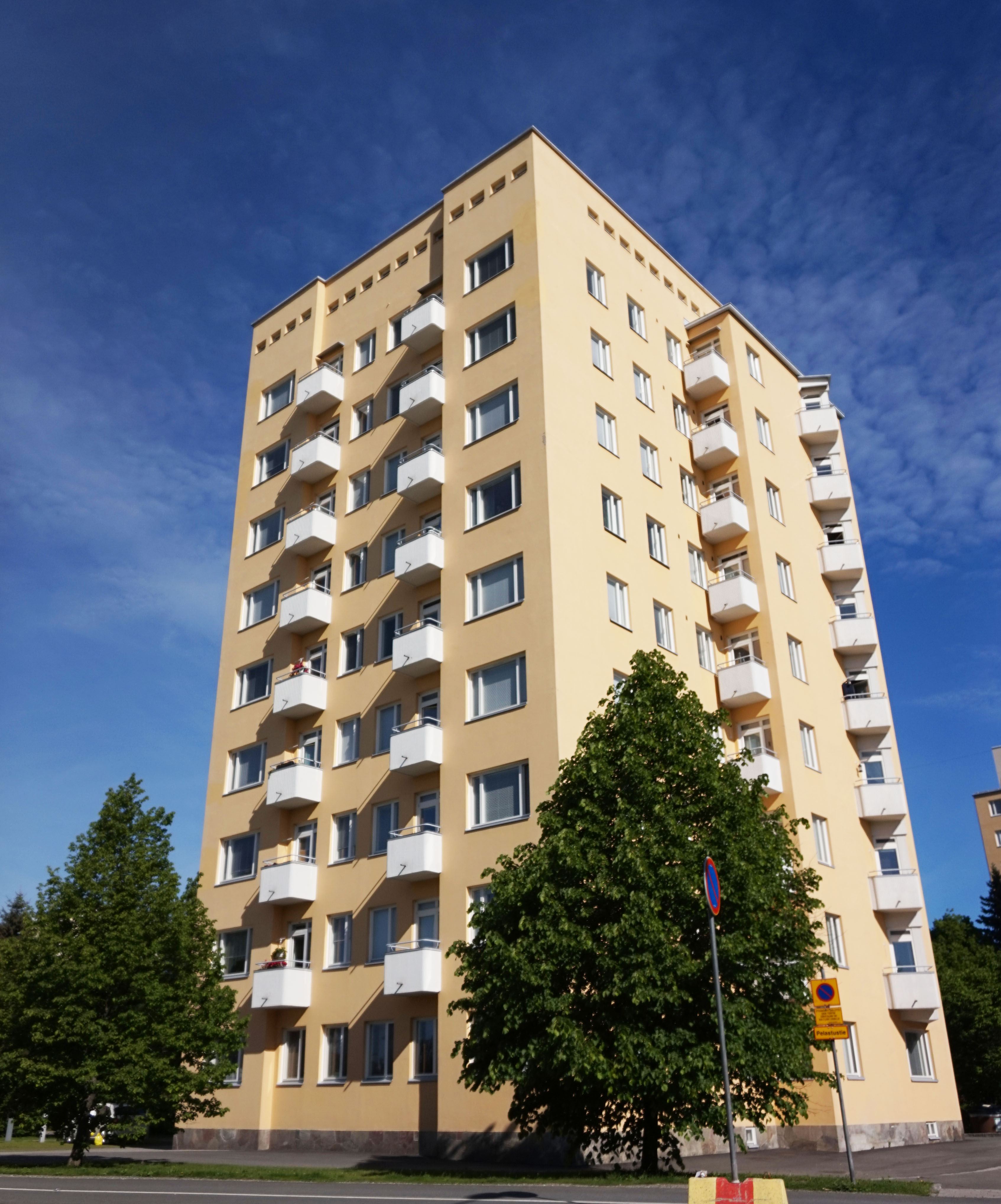
Tour au Teiskontie 7.
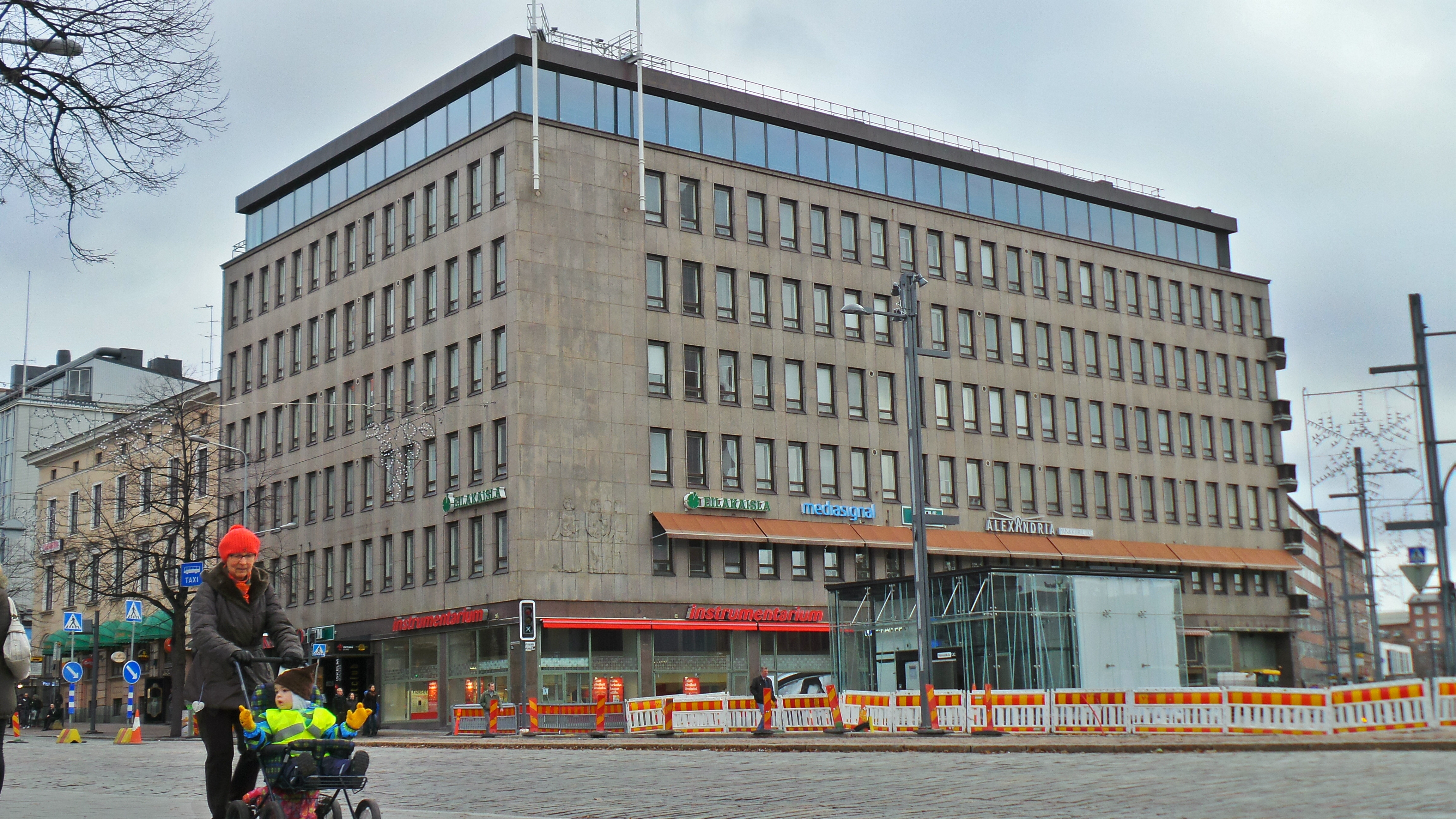
Banque de Finlande.
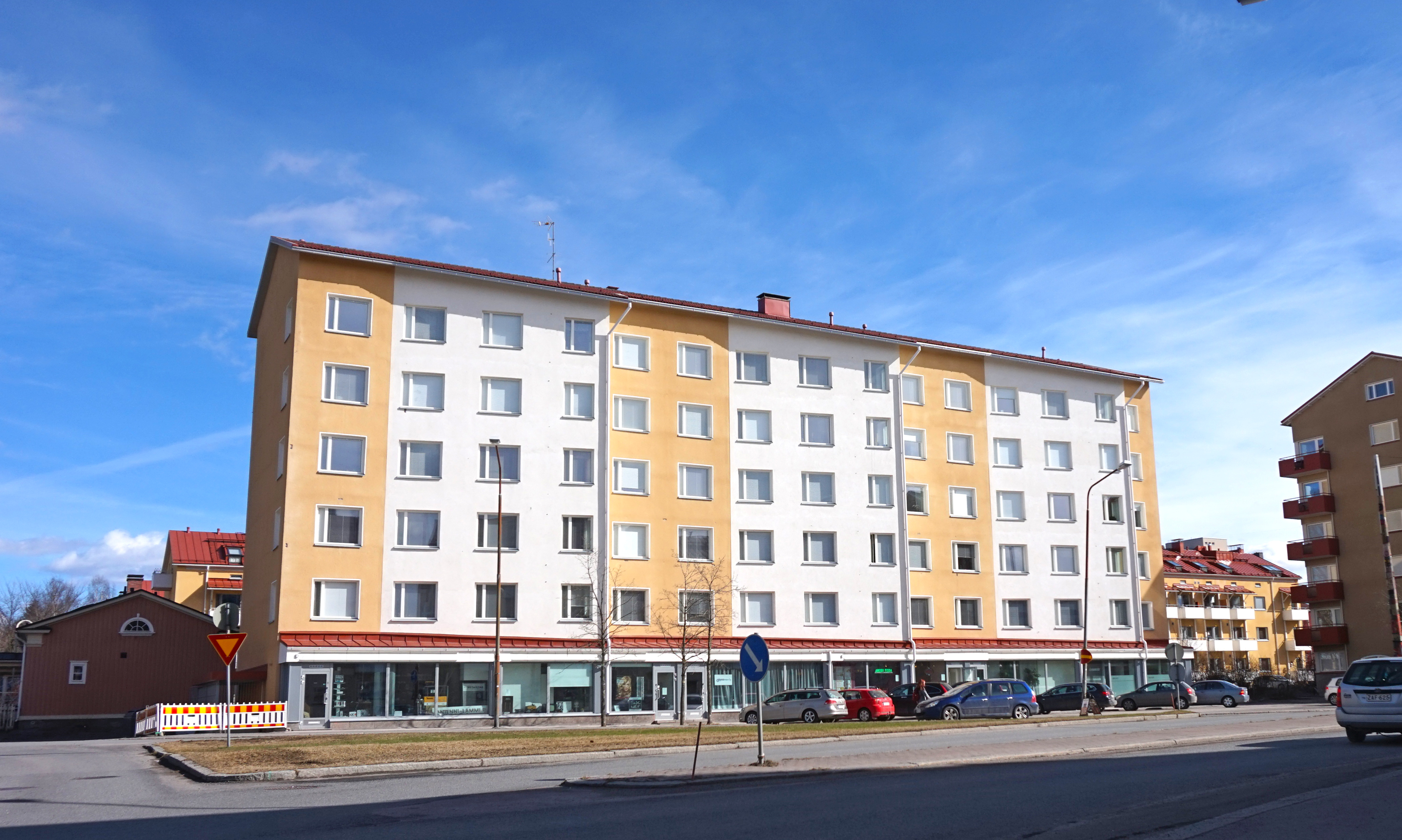
Kalevan puistotie 11.
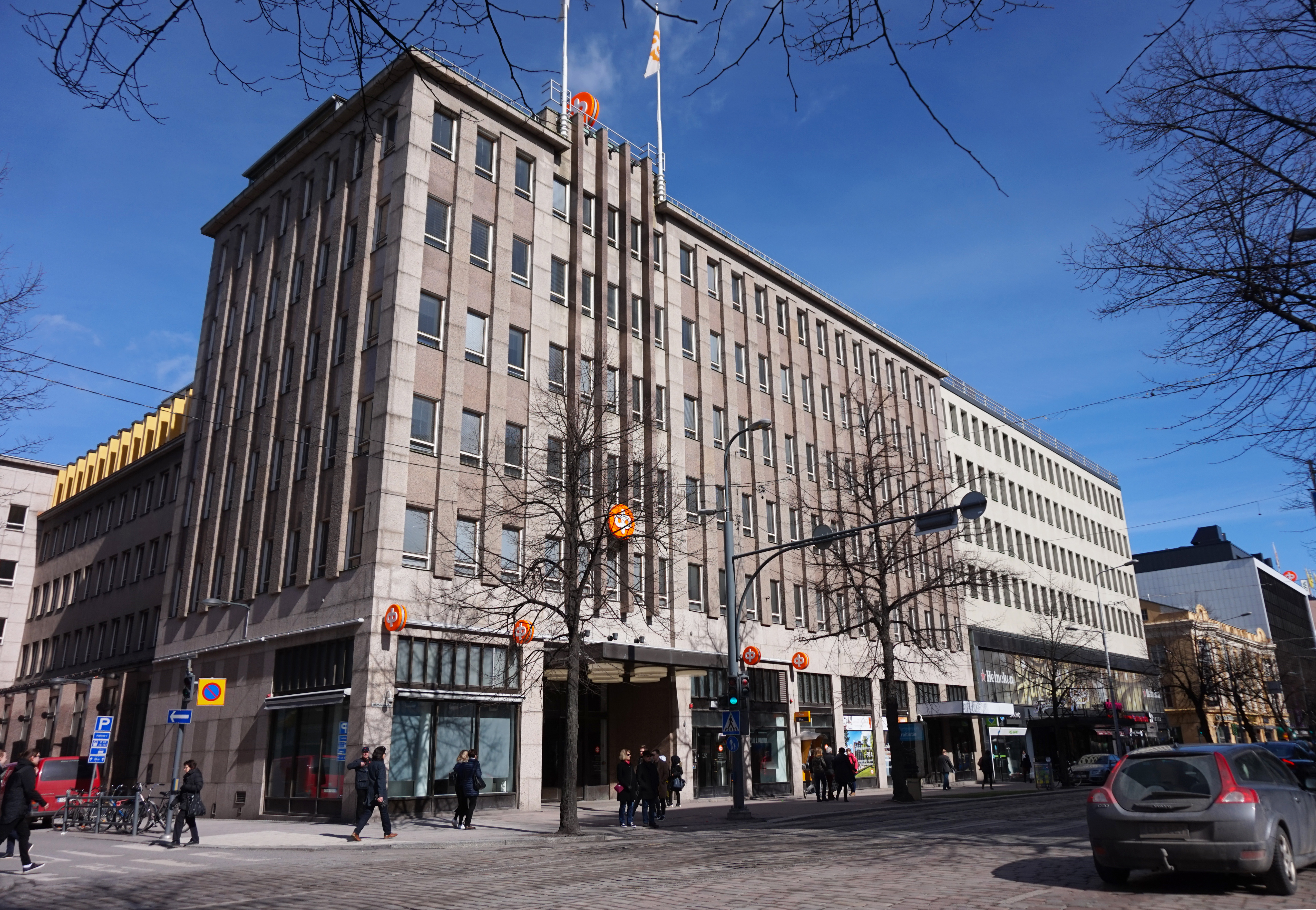
Hämeenkatu 12.

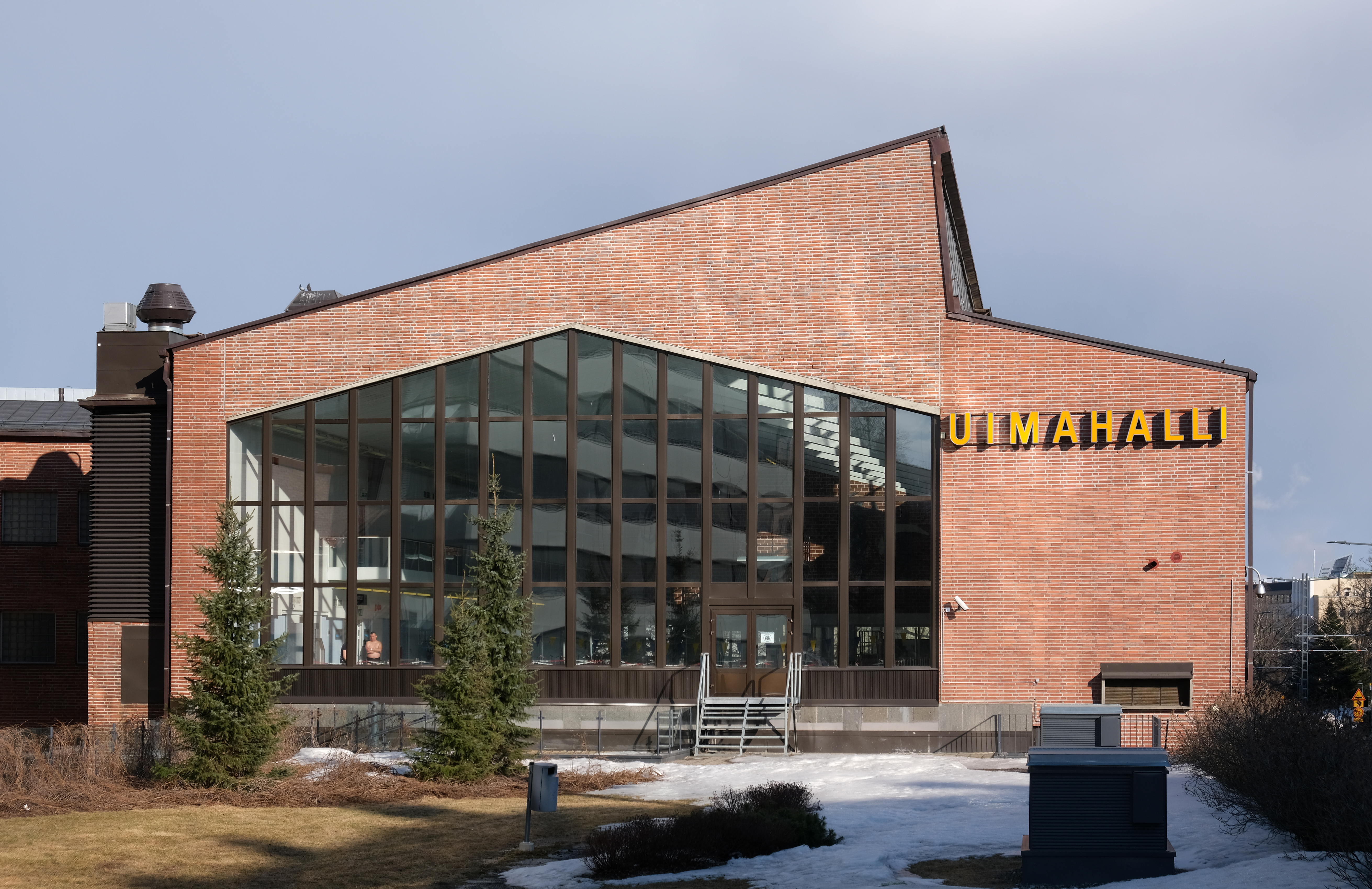
Piscine de Pyynikki
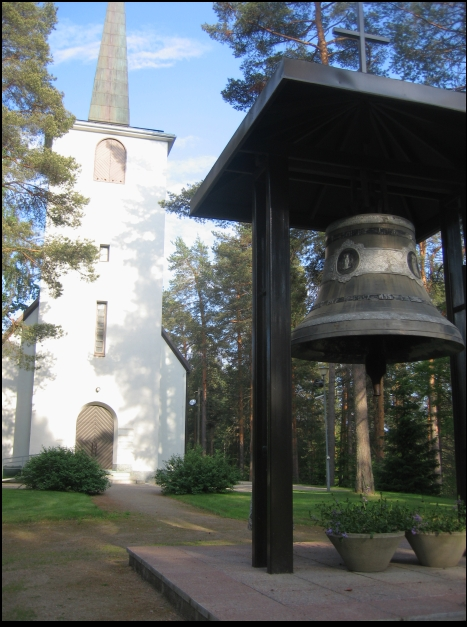
Église de Riistavesi.
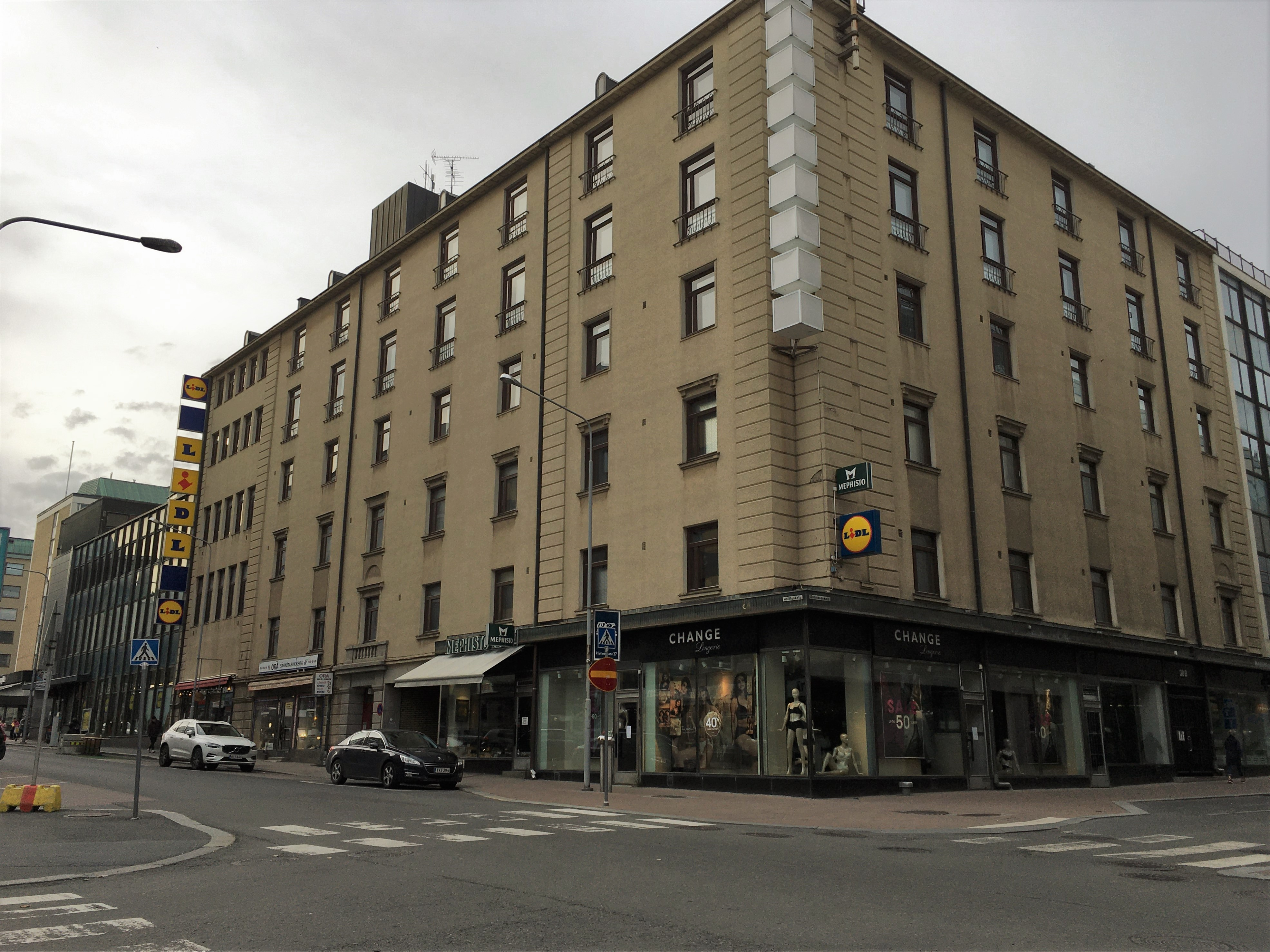
Immeuble d'Aamulehti.
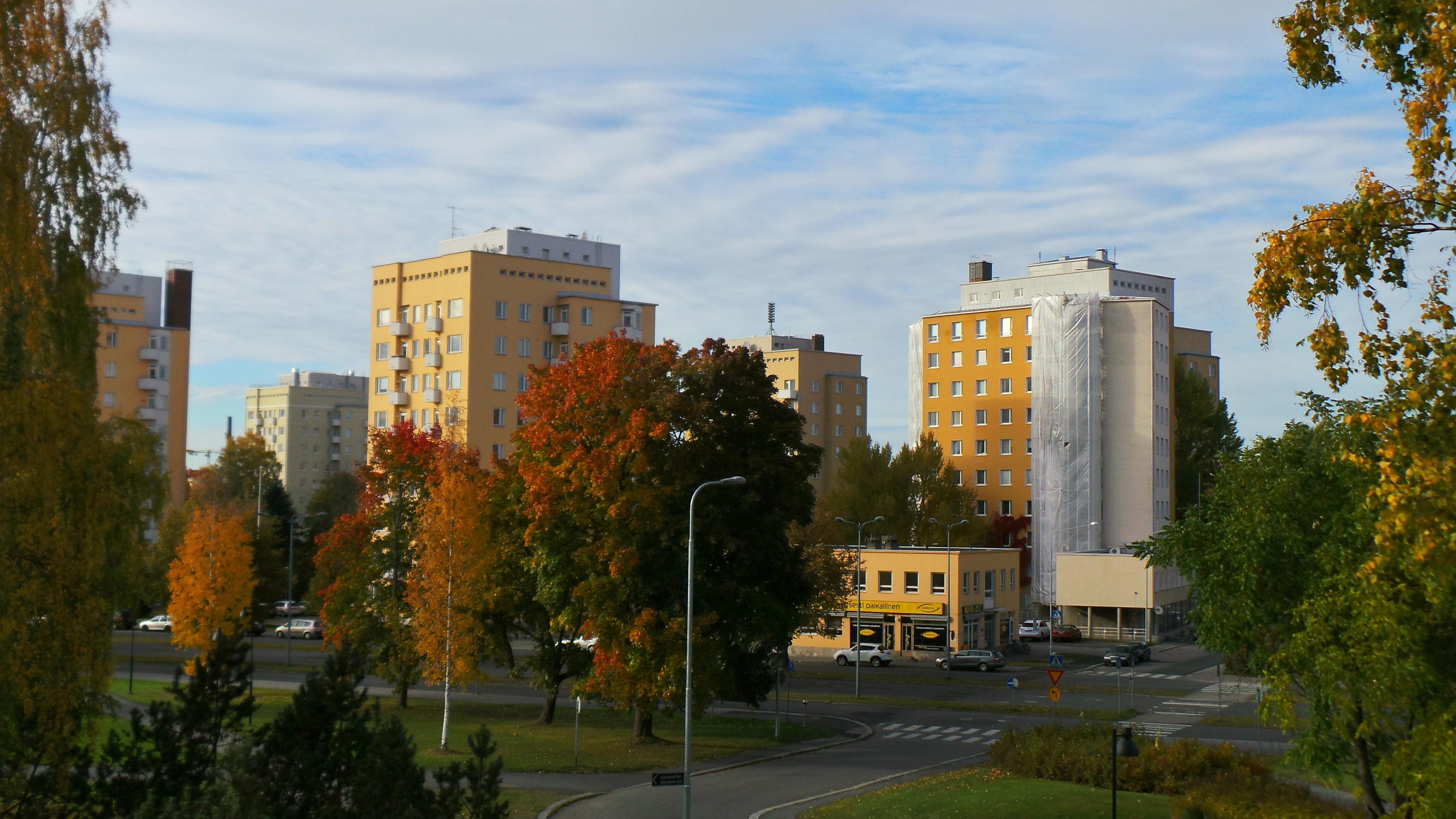
Tours de Kaleva.